# Mjakinino
Mjakinino (in russo:Мякининo) è uno dei due capolinea della Linea Arbatsko-Pokrovskaja, la linea 3 della Metropolitana di Mosca. è stata inaugurata il 26 dicembre 2009.